# Spinning Wheel Blues
Spinning Wheel Blues è un brano della rock band inglese Status Quo, presente nell'album Ma Kelly's Greasy Spoon. È stato pubblicato come singolo in Francia con Tune to the Music come lato b. È un pezzo di chiaro stampo blues rock/boogie rock, tra i primi pezzi che appartengono a quel genere tipico di quasi tutta la carriera musicale della band.